# Scratchin’ the Surface
Sratching the Surface — дебютный альбом британской рок-группы The Groundhogs, записанный с продюсером Майклом Бэттом и выпущенный в 1968 году лейблом Liberty Records.

## История
Альбом по своему звучанию имел мало общего с работами «классического» периода группы 1970—1973 годов и представлял собой мягкий блюз-рок, выдержанный в духе британского «блюзового возрождения» середины 1960-х.

## Отзывы критики
Рецензент Allmusic Дэйв Томпсон, отметив созвучность первого альбома группы основным работам современников, работавших в блюзовом жанре, называл ранних Fleetwood Mac, Chicken Shack и Savoy Brown в числе тех, кто «прошёл по одним коридорам со Scratching the Surface»; лишь редкие взрывы гитарных партий Макфи служат здесь знаковым отличием. При этом критик утверждает, что альбом — один из лучших образцов этого периода в развитии блюз-рока, отметив эпическую переработу композиции Chicago «Still a Fool» и вклад Стива Рая.

## Список композиций
1. «Rocking Chair» — 4:07
2. «Still a Fool» — 6:35
3. «Early in the Morning» — 4:47
4. «Waking Blues» — 2:29
5. «Married Men» — 4:40
6. «No More Doggin'» — 4:57
7. «Man Trouble» — 6:27
8. «Come Back Baby» — 3:54
9. «You Don’t Love Me» — 4:11

## Перевыпуски

### 1990 (бонус-треки)
1. «Oh Death» — 3:14
2. «Gasoline» — 4:49
3. «Rock Me» — 2:46
4. «Don’t Pass the Hat Around» — 3:43

## Участники записи
| - Peter Cruickshank — бас-гитара - Jo Ann Kelly — гитара, вокал - Tony McPhee — вокал, гитара, бас-гитара, синтезатор - Ken Pustelnik — ударные - Steve Rye — гармоника, вокал | - Mike Batt — продюсер - Gery Collins — звукоинженер - Andrew Lauder — координатор - Ron Wolin — дизайнер - Woody Woodward — арт-директор - Alan Robinson — автор текста на обложке |  |